# Holm of Houton
Holm of Houton è una piccola isola disabitata nell'arcipelago delle Orcadi, in Scozia. È situata nel Midland Harbour, nella Scapa Flow, a sud della parrocchia di Orphir su Mainland, vicino a Houton, da cui prende il nome.